# Edward Snowden
Edward Joseph Snowden (født 21. juni 1983) er en amerikansk whistleblower som i 2013 lækkede hemmelige oplysninger fra National Security Agency (NSA) vedrørende global overvågning.
Snowden blev verdensberømt som whistleblower i juni 2013, da han lækkede oplysninger til den amerikanske dokumentarfilminstruktør Laura Poitras og til den britiske avis The Guardians journalister Glenn Greenwald og Ewen MacAskill om NSA's massive, hemmelige, verdensomspændende masseovervågning, hvori blandt andet programmet PRISM indgår, som har været iværksat mod bl.a. Europa-Parlamentsmedlemmer.
Snowden blev efter ca. en måneds ophold i transithallen i Moskva-Sjeremetevo Internationale Lufthavn tildelt ét års midlertidigt asyl i Rusland, som han, da perioden var udløbet, fik forlænget i 3 år.
I september 2022 fik Snowden russisk statsborgerskab af Vladimir Putin